# Lancair Mako
Die Lancair Mako ist ein Flugzeugbausatz des US-amerikanischen Herstellers Lancair aus Uvalde in Texas. Das Flugzeug wurde erstmals 2017 auf dem AirVenture in Oshkosh vorgestellt. Ihren Erstflug absolvierte die Maschine am 18. Juli 2017. Das Modell ist nach dem Makohai benannt.
Die Mako war die erste neue Konstruktion nach der Übernahme des Unternehmens durch Mark und Conrad Huffstutler und dem damit verbundenen Umzug von Redmond nach Texas im Jahr 2017. Die Konstruktion ist eine Weiterentwicklung der Lancair IV und der Lancair ES und ist angelehnt an die Cessna 350 Corvalis und die Cessna 400.
Das Modell sollte mit den Serienmodellen Cirrus SR22 und Cessna TTx konkurrieren und dabei bessere Leistungen zur Hälfte der Kosten bieten.

## Entwicklung und Konstruktion
Das Flugzeug ist ein viersitziger, einmotoriger, freitragender Tiefdecker mit einem Bugradfahrwerk mit verkleidetem Hauptfahrwerk aus Verbundwerkstoffen. Optional kann es mit einem vollständig einfahrbaren Bugrad ausgerüstet werden.
Das Bugrad wird automatisch eingefahren, wenn die eingebauten Sensoren eine Fluggeschwindigkeit von über 100 Knoten, eine Flughöhe von 1000 Fuß über Grund, eine Triebwerksleistung über 30 Prozent und eingefahrene Klappen registrieren. Das Einziehen erhöht die Reisegeschwindigkeit um zwölf Knoten. Es erfolgt vollautomatisch, weshalb im Cockpit keine entsprechenden Bedienungselemente vorhanden sind.
Als Triebwerke finden ein Lycoming IO-540 mit 300 PS (221 kW), ein Continental IO-550 mit 300 PS (221 kW), ein aufgeladener Lycoming TIO-540 mit 350 PS (257 kW) oder ein aufgeladener Continental TSIO-550 mit 350 PS (257 kW) Verwendung. Ein Gesamtrettungssystem kann optional eingebaut werden. Ebenfalls optional sind zentraler Steuerknüppel, Sidestick, Tragflächenenteisungssystem, Klimaanlage und Sitzheizung verfügbar.
Die Unterstützung des Herstellers während der Bauphase ist im Kaufpreis enthalten.
Mit einem Produktionsziel von einem Flugzeug pro Monat wurde die Herstellung des Bausatzes im Januar 2018 gestartet.

## Kritiken
2017 beschrieb der AOPA-Journalist Dave Hirchman die Maschine folgendermaßen:

“The Mako’s first impression is that it’s big and sleek—like its shark namesake. It strongly resembles a Lancair IV because the two models use the same fuselage and retractable nosewheel … The Mako is sleek and appealing on the outside—and it’s comfortable, roomy, with good visibility and terrific avionics on the inside.”

„Der erste Eindruck der Mako ist wie ihr Name ahnen lässt groß und schlank. Sie erinnert stark an die Lancair IV, da die beiden Modelle über den gleichen Rumpf und das gleiche einziehbare Bugrad verfügen … Die Mako ist von außen schlank und ansprechend und innen komfortabel und geräumig und mit guter Sicht und sagenhafter Avionik ausgestattet.“

Pia Bergqvist vom US-amerikanischen Magazin Flying flog die Maschine 2018 und schrieb:

“Flying the Mako is simply a joy. While the control feel could be a bit lighter (something Conrad is working on), it is a solid platform that will help the pilot stay out of trouble. I tried to get the airplane to stall but couldn’t get it to break. With Conrad’s help, we brought it to 56 knots, 6 knots below the red line on the airspeed indicator. An AOA gauge popped up automatically on the G3X, and it was well in the red. There was no tendency for the nose or a wing to drop as we floated downward at about 1,000 fpm.”

„Die Mako zu fliegen ist die reine Freude. Obwohl sich die Steuerung etwas leichter anfühlen könnte (Conrad arbeitet bereits daran), ist sie eine stabile Plattform, die vielen Piloten helfen wird, sich aus Schwierigkeiten herauszuhalten. Ich habe versucht, das Flugzeug zum Strömungsabriss zu fliegen, konnte das aber nicht erreichen. Mit Conrads Hilfe konnte ich die Geschwindigkeit auf 56 Knoten (6 Knoten unter dem roten Bogen des Fahrtmessers) bringen. Die Anzeige für den Anstellwinkel auf dem G3X war weit im roten Bereich. Weder die Nase noch die Tragflächen zeigten eine Tendenz zum Abkippen während wir mit etwa 1000 Fuß pro Minute abwärts glitten.“

## Technische Daten
| Kenngröße             | Daten                   |
| --------------------- | ----------------------- |
| Besatzung             | 1                       |
| Passagiere            | 3                       |
| Länge                 | 25 ft (8 m)             |
| Höhe                  | 7,66 ft (2 m)           |
| Spannweite            | 36,6 ft (11 m)          |
| Flügelfläche          | 140 ft² (13 m²)         |
| Leermasse             | 1.021 kg                |
| max. Startmasse       | 1.610 kg                |
| Tankinhalt            | 280 l, optional 410 l   |
| Reisegeschwindigkeit  | 225 kn (ca. 420 km/h)   |
| Höchstgeschwindigkeit | 245 kn (ca. 450 km/h)   |
| Dienstgipfelhöhe      | 28.000 ft (ca. 8.500 m) |
| Reichweite            | 1.100 mi (ca. 1.800 km) |